# Václav Havel
Václav Havel, GCB, CC (IPA: [ˈva:ʦlaf ˈɦavɛl]; 5 tháng 10 năm 1936 – 18 tháng 12 năm 2011) là một chính khách, nhà viết kịch và cựu nhà bất đồng chính kiến người Séc. Ông từng là Tổng thống cuối cùng của Tiệp Khắc từ năm 1989 cho đến khi Tiệp Khắc bị giải thể vào năm 1992 và sau đó là Tổng thống đầu tiên của Cộng hòa Séc từ năm 1993 đến năm 2003. Ông là tổng thống đầu tiên được bầu một cách dân chủ của một trong hai quốc gia sau khi Chủ nghĩa Cộng sản sụp đổ. Là một nhà văn của nền văn học Séc, ông được biết đến với các vở kịch, tiểu luận và hồi ký.
Cơ hội học hành của ông bị hạn chế bởi xuất thân tư sản, khi các quyền tự do bị Cộng hòa xã hội chủ nghĩa Tiệp Khắc hạn chế, Havel lần đầu tiên nổi tiếng với tư cách là một nhà viết kịch. Trong các tác phẩm như Bữa tiệc trong vườn và Bản ghi nhớ, Havel đã sử dụng một phong cách phi lý để chỉ trích hệ thống Cộng sản. Sau khi tham gia Mùa xuân Praha và bị đưa vào danh sách đen sau cuộc xâm lược Tiệp Khắc của Hiệp ước Warsaw, ông trở nên tích cực hơn về mặt chính trị và giúp đưa ra một số sáng kiến bất đồng chính kiến, bao gồm Hiến chương 77 và Ủy ban Bảo vệ những người bị truy tố bất công. Các hoạt động chính trị của ông khiến ông chịu sự giám sát của cảnh sát mật StB, và ông đã trở thành tù nhân chính trị trong nhiều năm, thời gian bị giam giữ lâu nhất là gần 4 năm, từ năm 1979 đến năm 1983.
Đảng Diễn đàn Công dân của Havel đã đóng một vai trò quan trọng trong cuộc Cách mạng Nhung đã lật đổ chế độ Cộng sản ở Tiệp Khắc vào năm 1989. Ông đảm nhận chức vụ tổng thống ngay sau đó, và tái đắc cử vào năm sau đó và sau khi Slovakia độc lập vào năm 1993. Havel có công trong việc phá bỏ Hiệp ước Warsaw và mở rộng tư cách thành viên NATO về phía đông. Nhiều quan điểm và chính sách của ông, chẳng hạn như phản đối nền độc lập của Slovakia, lên án việc đối xử với người Đức Sudeten, chẳng hạn như trục xuất người Đức khỏi Tiệp Khắc sau Thế chiến thứ hai, và ban hành lệnh ân xá chung cho tất cả những người bị giam cầm dưới thời Cộng sản, đã gây tranh cãi rất nhiều trong nước. Vào cuối nhiệm kỳ tổng thống của mình, ông được yêu thích ở nước ngoài nhiều hơn ở trong nước. Havel tiếp tục cuộc sống của mình với tư cách là một trí thức của công chúng sau nhiệm kỳ tổng thống của mình, đưa ra một số sáng kiến bao gồm Tuyên bố Praha về Lương tâm và Chủ nghĩa Cộng sản Châu Âu, Quỹ VIZE 97, và Hội nghị thường niên Diễn đàn 2000.
Triết lý chính trị của Havel là một trong những chủ nghĩa chống chủ nghĩa tiêu dùng, chủ nghĩa nhân đạo, chủ nghĩa môi trường, chủ nghĩa hoạt động dân sự và dân chủ trực tiếp. Ông ủng hộ Đảng Xanh Séc từ năm 2004 cho đến khi qua đời. Ông đã nhận được nhiều giải thưởng trong suốt cuộc đời của mình, bao gồm Huân chương Tự do của Tổng thống, Giải thưởng Hòa bình Gandhi, Huân chương Tự do Philadelphia, Huân chương Canada, Giải thưởng Bốn Quyền tự do, Giải thưởng Đại sứ Lương tâm và Giải thưởng Công dân Hanno R. Ellenbogen. Năm học 2012–2013 tại Trường Cao đẳng Châu Âu được đặt tên để vinh danh ông. Ông được một số người coi là một trong những trí thức quan trọng nhất của thế kỷ 20. Sân bay quốc tế ở Praha được đổi tên thành Sân bay Václav Havel Praha vào năm 2012.

## Tuổi thơ

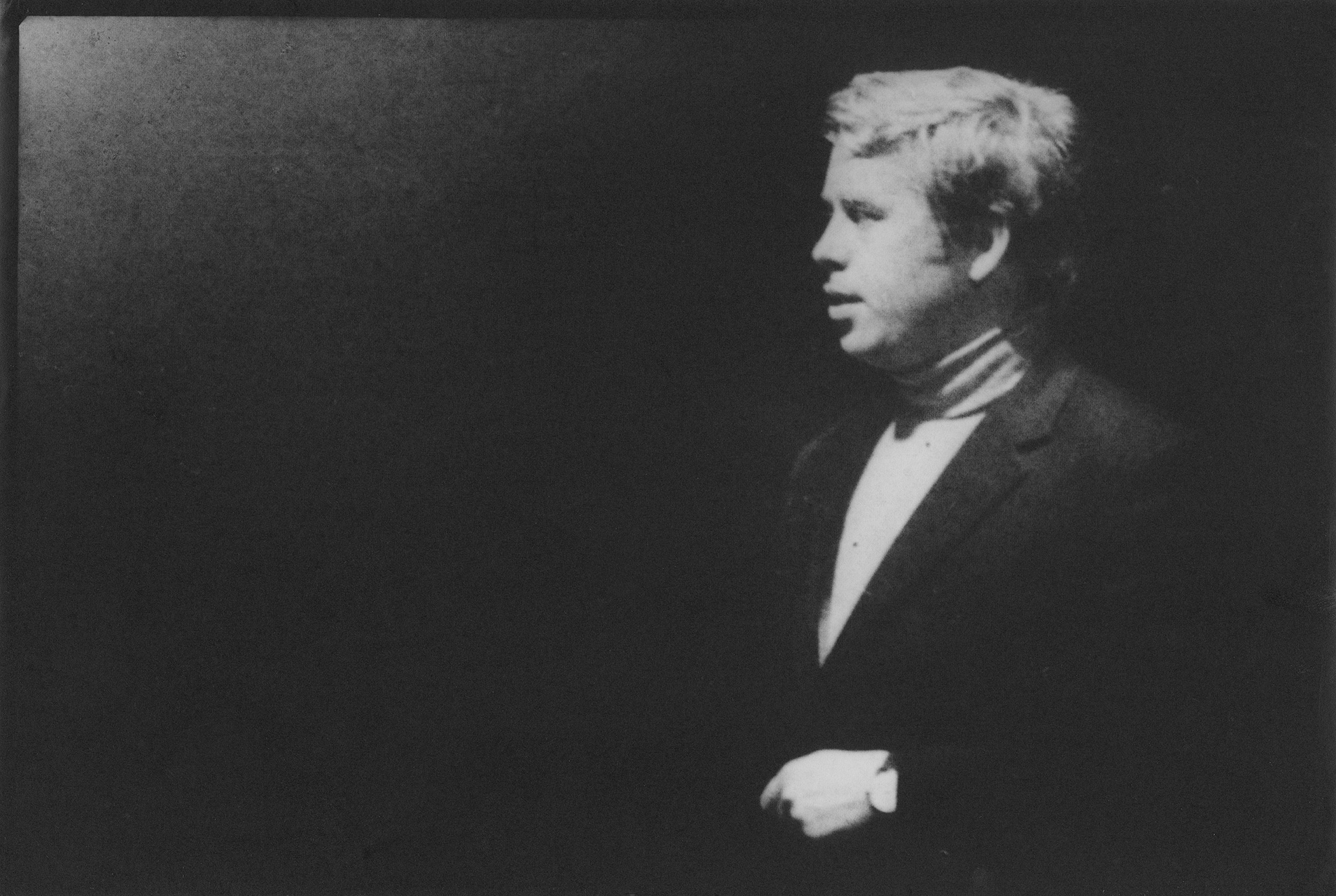
Havel năm 1965

Havel sinh ra tại Praha vào ngày 5 tháng 10 năm 1936 trong một gia đình giàu có nổi tiếng ở Tiệp Khắc vì những thành tựu kinh doanh và văn hóa của họ. Ông nội của ông, Vácslav Havel, một nhà phát triển bất động sản, đã xây dựng một khu phức hợp giải trí mang tính bước ngoặt trên Quảng trường Wenceslas của Praha. Cha của ông, Václav Maria Havel, là nhà phát triển bất động sản đằng sau Barrandov Terraces ở ngoại ô, nằm trên điểm cao nhất của Praha — cạnh nơi chú của ông, Miloš Havel, đã xây dựng một trong những xưởng phim lớn nhất ở châu Âu. Mẹ của Havel, Božena Vavrečková, cũng xuất thân từ một gia đình có thế lực; cha của bà là một đại sứ Tiệp Khắc và một nhà báo nổi tiếng.
Vào đầu những năm 1950, vì xuất thân tư sản, Havel bắt đầu học việc bốn năm với tư cách là trợ lý phòng thí nghiệm hóa học và đồng thời tham gia các lớp học buổi tối tại một phòng tập thể dục. Ông hoàn thành chương trình giáo dục trung học vào năm 1954. Vì lý do chính trị, ông không được nhận vào bất kỳ trường sau trung học nào có chương trình nhân văn; do đó, ông đã chọn theo học tại Khoa Kinh tế của Đại học Kỹ thuật Séc ở Praha nhưng đã bỏ học sau hai năm. Ngày 9 tháng 7 năm 1964, Havel kết hôn với Olga Šplíchalová.

## Sự nghiệp kịch nghệ ban đầu

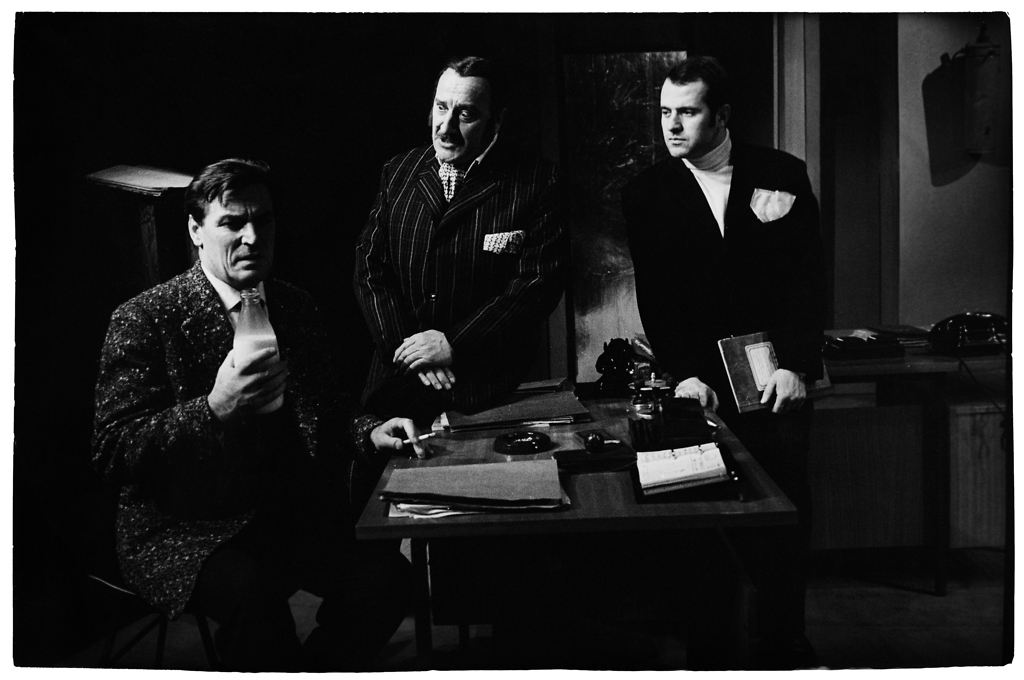
Bản ghi nhớ của Nhà hát kịch Ljubljana năm 1969

Truyền thống trí thức của gia đình ông là điều cần thiết để Havel luôn tuân thủ các giá trị nhân đạo của văn hóa Séc. Sau khi kết thúc nghĩa vụ quân sự (1957–59), Havel phải mang theo những hoài bão trí tuệ của mình phù hợp với hoàn cảnh nhất định, đặc biệt là với những hạn chế áp đặt đối với Havel vì là con cháu của một gia đình tư sản. Havel đã tìm được việc làm trong thế giới sân khấu của Praha với tư cách là một diễn viên sân khấu tại Nhà hát ABC của Praha - Divadlo ABC, và sau đó tại Nhà hát trên Lan can - Divadlo Na zábradlí. Đồng thời, ông là sinh viên nghệ thuật kịch nói tại Khoa Sân khấu của Học viện Nghệ thuật Biểu diễn ở Praha (DAMU). Vở kịch dài đầy đủ đầu tiên của ông được trình diễn trước công chúng, bên cạnh nhiều sự hợp tác tạp kỹ, là The Garden Party (1963). Được trình diễn dưới hình thức một loạt các vở diễn Nhà hát Phi lý, tại Nhà hát trên Lan can, vở kịch này đã giành được sự hoan nghênh của quốc tế đối với ông. Sau vở kịch này là Ký ức, một trong những vở kịch nổi tiếng nhất của ông, và Độ khó tập trung ngày càng tăng, tất cả đều được trình chiếu tại Nhà hát trên Lan can. Năm 1968, Bản ghi nhớ cũng được đưa đến Nhà hát Công cộng ở New York, nơi giúp tạo dựng danh tiếng của Havel tại Hoa Kỳ. Nhà hát Công chúng tiếp tục sản xuất các vở kịch của ông trong những năm sau đó. Sau năm 1968, các vở kịch của Havel bị cấm chiếu trong thế giới sân khấu ở chính đất nước của ông, và ông không thể rời Tiệp Khắc để xem bất kỳ buổi biểu diễn về các tác phẩm của mình tại nước ngoài nào.

## Bất đồng chính kiến

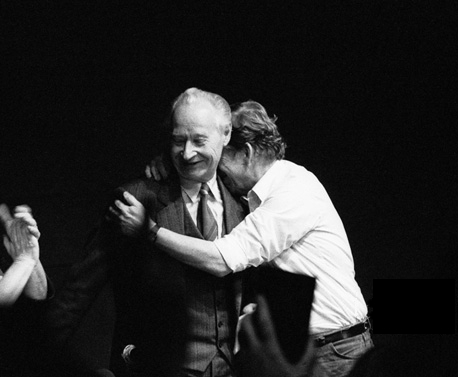
Havel ôm hôn cựu lãnh đạo Cộng sản Alexander Dubček tại một cuộc họp ở nhà hát Laterna Magika ở Praha vào ngày 24 tháng 11 năm 1989

Trong tuần đầu tiên của cuộc xâm lược Tiệp Khắc của Hiệp ước Warsaw vào tháng 8 năm 1968, Havel hỗ trợ quân kháng chiến bằng cách cung cấp một bản tường thuật trực tuyến qua đài Phát thanh Tự do Tiệp Khắc (tại Liberec). Sau sự kiện Mùa xuân Praha bị đàn áp vào năm 1968, ông bị cấm đến nhà hát và trở nên quan tâm đến hoạt động chính trị hơn. Ông đã nhận một công việc tại nhà máy bia Krakonoš ở Trutnov, một trải nghiệm mà Havel đã viết về trong vở kịch Audience của mình. Vở kịch này, cùng với hai vở kịch "Vaněk" khác (được gọi như vậy vì nhân vật định kỳ Ferdinand Vaněk, đại diện cho Havel), đã được phân phối dưới dạng samizdat trên khắp Tiệp Khắc, và làm tăng thêm danh tiếng của Havel là một nhà bất đồng chính kiến hàng đầu (một số nhà văn Séc khác sau đó đã viết những vở kịch riêng của họ có Vaněk làm nhân vật). Danh tiếng này của ông được củng cố với việc xuất bản bản tuyên ngôn Hiến chương 77, được viết một phần để phản ứng lại việc các thành viên của ban nhạc rock ảo giác người Séc The Plastic People of the Universe bị bỏ tù; Havel đã tham dự phiên tòa của họ. Phiên tòa này tập trung vào sự không phù hợp của nhóm khi để tóc dài, sử dụng những lời tục tĩu trong âm nhạc và sự tham gia tổng thể của họ vào phong trào văn hóa ngầm ở Praha. Havel đồng sáng lập Ủy ban Bảo vệ những Người bị Truy tố Bất công vào năm 1979. Các hoạt động chính trị của ông dẫn đến nhiều lần bị chính quyền bỏ tù, bị cảnh sát mật của chính phủ (Státní bezpečnost) liên tục giám sát và thẩm vấn. Thời gian dài nhất của ông trong tù, từ tháng 5 năm 1979 đến tháng 2 năm 1983, được ghi lại trong các bức thư gửi vợ ông mà sau này được xuất bản dưới tên Thư gửi Olga.
Ông được biết đến với các bài tiểu luận, đặc biệt là Quyền lực của không quyền lực (1978), trong đó ông mô tả một mô hình xã hội, trong đó công dân bị buộc phải "sống trong một sự dối trá" dưới chế độ Cộng sản. Khi mô tả vai trò của mình như một nhà bất đồng chính kiến, Havel viết vào năm 1979: "Chúng tôi chưa bao giờ quyết định trở thành những người bất đồng chính kiến. Chúng tôi đã bị biến đổi thành họ, mà không biết làm thế nào, đôi khi chúng tôi đã kết thúc trong tù mà không biết chính xác đã đi tù như thế nào. Chúng tôi chỉ đơn giản là tiếp tục và làm một số việc mà chúng tôi cảm thấy phải làm, và điều đó đối với chúng tôi dường như là việc nên làm, không hơn không kém. "
Vở kịch ngắn năm 1982 của Samuel Beckett , Thảm họa, được dành riêng cho Havel trong khi ông bị giam giữ như một tù nhân chính trị ở Tiệp Khắc.

## Tổng thống

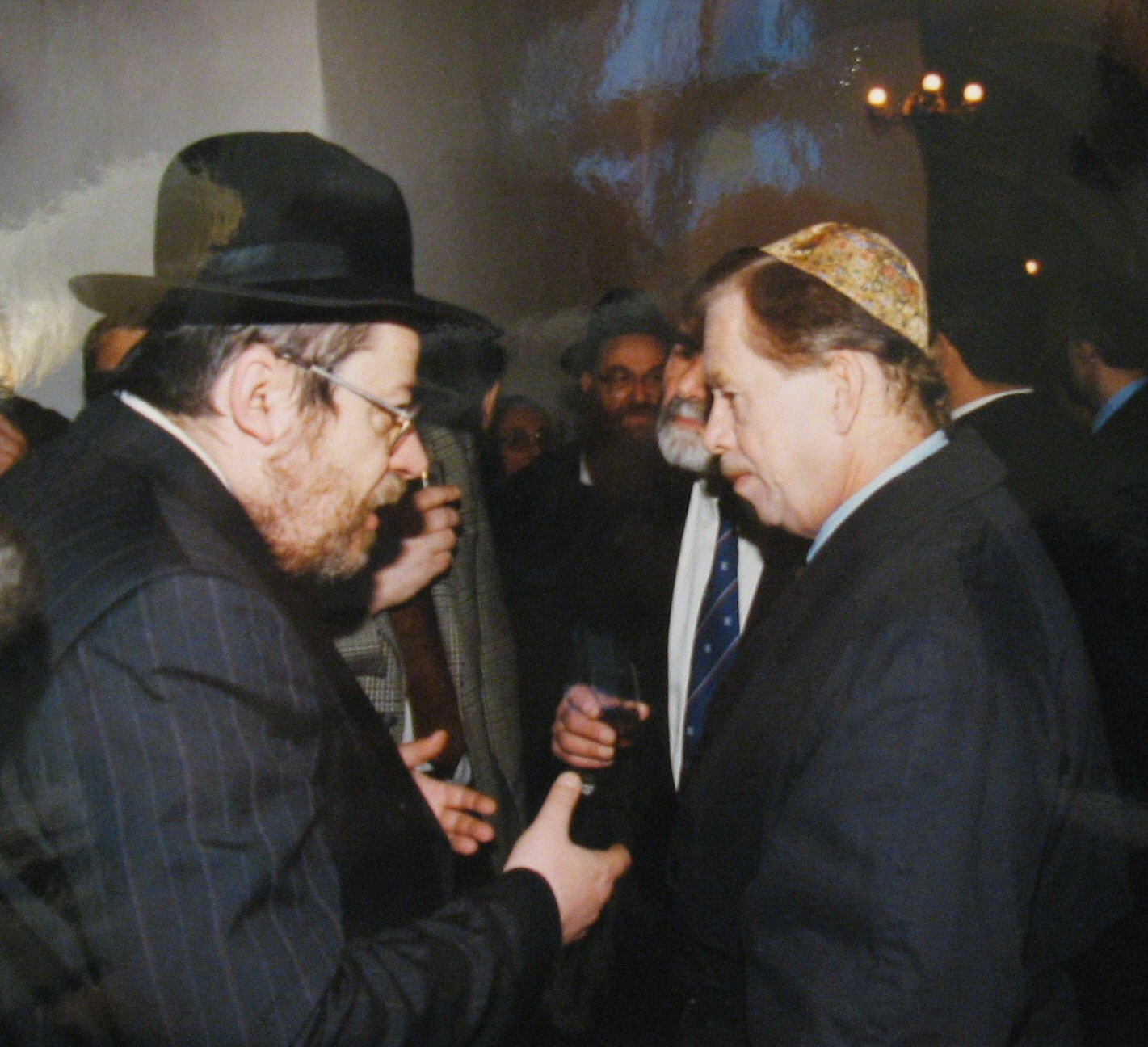
Václav Havel và Karol Sidon (trái), bạn của ông và sau này là giáo sĩ Do Thái người Séc

Cờ của Tổng thống Cộng hòa Séc. Khẩu hiệu quốc gia "Sự thật còn mãi" là một phần trong quốc quốc huy lớn của Tiệp Khắc trong thời kỳ giữa các cuộc chiến tranh.

Vào ngày 29 tháng 12 năm 1989, khi đang lãnh đạo Diễn đàn Công dân, Havel trở thành Tổng thống Tiệp Khắc bằng một cuộc bỏ phiếu nhất trí của Quốc hội Liên bang. Từ lâu, ông khẳng định rằng ông không quan tâm đến chính trị và đã lập luận rằng thay đổi chính trị trong nước nên được tạo ra thông qua các sáng kiến công dân tự trị hơn là thông qua các thể chế chính thức. Năm 1990, ngay sau khi đắc cử, Havel đã được trao Giải thưởng Vì Tự do của Quốc tế Tự do.
Năm 1990, Tiệp Khắc tổ chức cuộc bầu cử tự do đầu tiên sau 44 năm, dẫn đến chiến thắng rộng khắp cho Diễn đàn Công dân và Công chúng Chống Bạo lực, đối tác của diễn đàn này tại Slovakia. Cả hay chiếm đa số áp đảo trong cả hai viện của cơ quan lập pháp, và thống kê tỷ lệ phổ thông đầu phiếu cao nhất được ghi nhận cho một cuộc bầu cử tự do trong cả nước. Havel vẫn giữ chức tổng thống của mình.
Mặc dù căng thẳng chính trị ngày càng gia tăng giữa người Séc và người Slovakia vào năm 1992, Havel vẫn ủng hộ việc duy trì Cộng hòa Liên bang Séc và Slovakia trước khi quốc gia này bị giải thể. Havel tái tranh cử vào năm 1992. Mặc dù không có ứng cử viên nào khác nộp đơn, nhưng khi cuộc bỏ phiếu diễn ra vào ngày 3 tháng 7, ông đã không đạt được đa số do thiếu sự ủng hộ từ các đại biểu Slovakia. Đảng chính trị lớn nhất của Séc, Đảng Dân chủ Công dân, cho biết rằng họ sẽ không ủng hộ bất kỳ ứng cử viên nào khác. Sau khi người Slovakia ra Tuyên ngôn Độc lập, ông từ chức tổng thống vào ngày 20 tháng 7, nói rằng ông sẽ không chủ trì sự phân chia của đất nước này.
Tuy nhiên, khi Cộng hòa Séc được thành lập với tư cách là một trong hai quốc gia kế nhiệm, ông đã ra tranh cử làm tổng thống đầu tiên vào ngày 26 tháng 1 năm 1993 và giành chiến thắng. Mặc dù trên danh nghĩa, ông là lãnh đạo điều hành của đất nước mới, nhưng các nhà hoạch định Hiến pháp của Cộng hòa Séc đã có ý định trao phần lớn quyền lực thực sự cho thủ tướng. Tuy nhiên, nhờ vào uy tín của mình, ông vẫn có quyền lực đạo đức lớn, và tổng thống có được một vai trò lớn hơn dự định của những người lập khung lập pháp. Ví dụ, phần lớn do ảnh hưởng của ông, Đảng Cộng sản Bohemia và Moravia (KSCM), người kế nhiệm chi nhánh của KSC ở các vùng Séc, bị hạn chế ảnh hưởng trong hầu hết nhiệm kỳ tổng thống của ông. Havel nghi ngờ rằng KSCM vẫn là một đảng theo chủ nghĩa Stalin chưa được cải cách.
Sự nổi tiếng của Havel ở nước ngoài hơn hẳn sự nổi tiếng của ông ở trong nước, và ông thường là đối tượng của những tranh cãi và chỉ trích. Trong thời gian tại vị, Havel tuyên bố rằng việc trục xuất cộng đồng người Đức gốc Sudeten sau Thế chiến II là trái đạo đức, gây ra một cuộc tranh cãi lớn ở trong nước. Ông cũng mở rộng lệnh ân xá là một trong những hành động đầu tiên của mình trên cương vị tổng thống, nhằm giảm bớt áp lực trong các nhà tù quá đông cũng như trả tự do cho các tù nhân chính trị và những người có thể đã bị giam cầm sai lầm trong thời kỳ Cộng sản. Havel cảm thấy rằng nhiều quyết định của các tòa án của chế độ trước không đáng tin cậy, và hầu hết những người tù đã không được xét xử công bằng. Tuy nhiên, các nhà phê bình cho rằng lệnh ân xá này đã dẫn đến sự gia tăng đáng kể tỷ lệ tội phạm: tổng số tội phạm tăng gấp đôi, cũng như số vụ giết người. Một số tội ác tồi tệ nhất trong lịch sử của tội phạm học Séc đã được những tội phạm được thả trong lệnh ân xá này thực hiện. Trong vòng bốn năm kể từ cuộc cách mạng Nhung (và sau hai lần ân xá khác được tuyên bố bởi Havel), tội phạm đã tăng hơn gấp ba lần kể từ năm 1989. Theo cuốn hồi ký To the Castle and Back của Havel, hầu hết những người được trả tự do chỉ có chưa đầy một năm để thụ án trước khi kết thúc bản án, nhưng số liệu thống kê trái ngược với tuyên bố của Havel.
Trong một cuộc phỏng vấn với Karel Hvížďala (trong To the Castle and Back), Havel bày tỏ cảm giác rằng thành tựu quan trọng nhất của ông với tư cách là tổng thống đã góp phần vào việc giải thể Hiệp ước Warsaw. Theo tuyên bố của ông, việc giải thể nó rất phức tạp. Cơ sở hạ tầng do Hiệp ước Warsaw tạo ra là một phần của nền kinh tế của tất cả các quốc gia thành viên, và việc giải thể Hiệp ước đòi hỏi phải tái cấu trúc và mất nhiều năm mới hoàn thành. Hơn nữa, phải mất nhiều thời gian để dỡ bỏ các thể chế của Hiệp ước Warsaw; chẳng hạn, quân đội Liên Xô phải mất hai năm mới có thể rút hoàn toàn khỏi Tiệp Khắc.

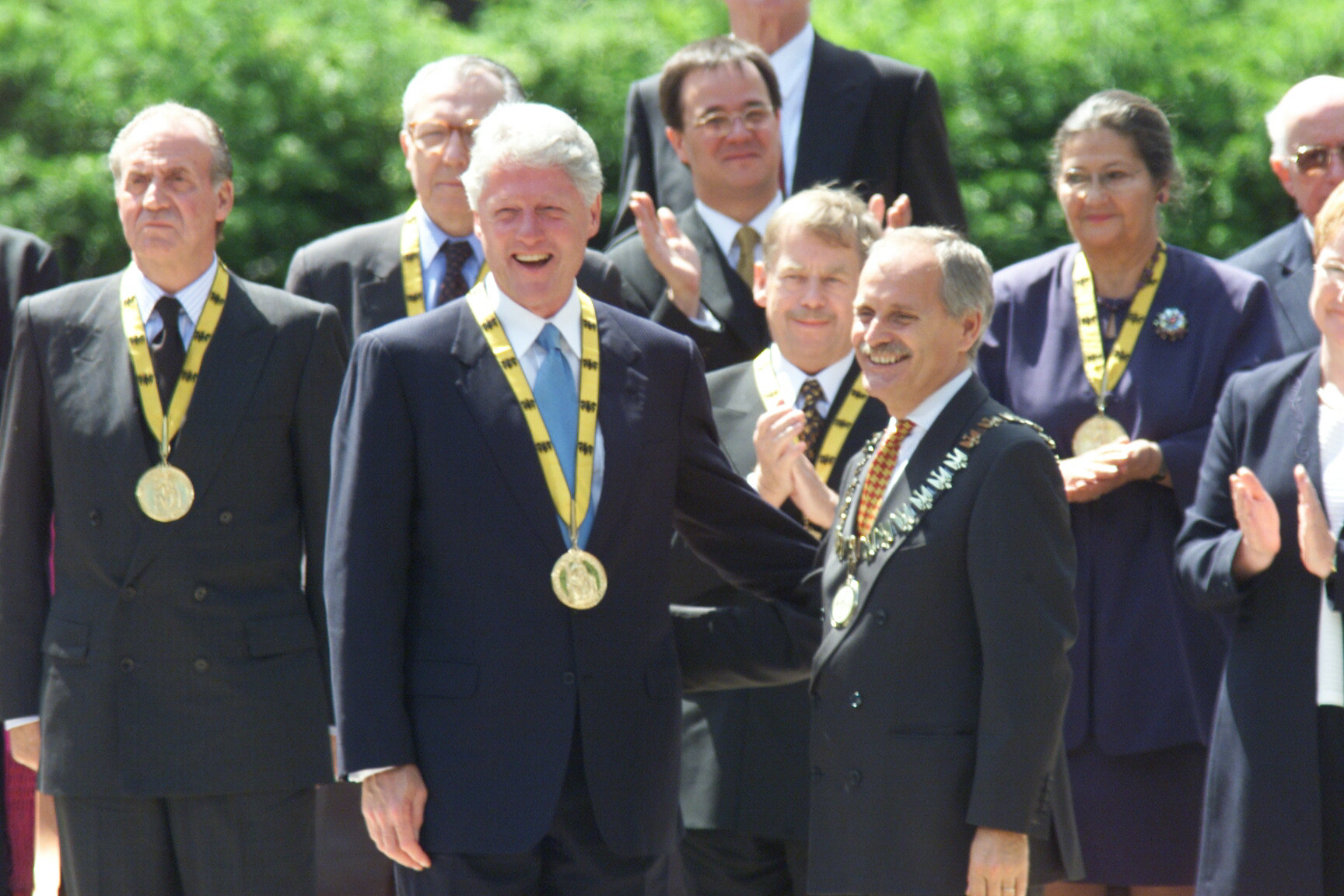
Havel, cùng với Bill Clinton, Vua Juan Carlos I của Tây Ban Nha và Simone Veil vào năm 2000

Sau tranh chấp pháp lý với chị dâu Dagmar Havlová (vợ của anh trai Ivan M. Havel), Havel quyết định bán 50% cổ phần của mình trong Cung điện Lucerna trên Quảng trường Wenceslas ở Praha, được ông nội của Havel xây dựng từ năm 1907 đến năm 1921. Ông nội của ông cũng được đặt tên là Václav Havel (đánh vần là Vácslav), và cung điện này một trong những "cung điện" đa chức năng ở trung tâm của Praha một thời bùng nổ trước Thế chiến thứ nhất. Trong một giao dịch do Marián Čalfa dàn xếp, Havel đã bán bất động sản này cho Václav Junek, một cựu điệp viên Cộng sản ở Pháp và là người đứng đầu tập đoàn Chemapol sắp phá sản, người sau đó đã công khai thừa nhận rằng bản thân đã hối lộ các chính trị gia của Đảng Dân chủ Xã hội Séc.
Người bạn thân của ông là Ivan Medek, đã trở thành bếp trưởng của văn phòng tổng thống.
Vào tháng 1 năm 1996, Olga Havlová, người vợ trong 32 năm của ông, qua đời vì bệnh ung thư ở tuổi 62. Vào tháng 12 năm 1996, Havel, vốn là người nghiện thuốc lá trong một thời gian dài, được chẩn đoán mắc bệnh ung thư phổi. Căn bệnh này xuất hiện trở lại vào hai năm sau đó. Ông sau đó đã bỏ thuốc lá. Năm 1997, Havel tái hôn với nữ diễn viên Dagmar Veškrnová.
Havel là một trong những chính trị gia có ảnh hưởng, những người đã đóng góp nhiều nhất vào quá trình chuyển đổi NATO từ một liên minh chống Khối Hiệp ước Warsaw sang hình thức hiện tại. Havel ủng hộ mạnh mẽ việc đưa các thành viên cũ của Hiệp ước Warsaw, như Cộng hòa Séc, vào liên minh phương Tây.
Havel tái đắc cử tổng thống năm 1998. Ông đã phải trải qua một cuộc phẫu thuật cắt ruột già ở Innsbruck khi ruột già bị vỡ trong khi ông đang đi nghỉ ở Áo. Vào ngày 30 tháng 1 năm 2003, Havel ký Lá thư của số tám. Havel rời nhiệm sở sau khi nhiệm kỳ tổng thống Séc thứ hai của ông kết thúc vào ngày 2 tháng 2 năm 2003. Václav Klaus, một trong những đối thủ chính trị lớn nhất của ông, được bầu làm tổng thống kế nhiệm vào ngày 28 tháng 2 năm 2003. Margaret Thatcher đã viết về hai người đàn ông trong chuyên luận Statecraft về chính sách đối ngoại của cô, thể hiện sự tôn trọng lớn hơn đối với Havel. Sự cống hiến của Havel cho nền dân chủ và sự kiên định chống lại hệ tư tưởng cộng sản khiến ông được mọi người ngưỡng mộ.
Ông mất ngày 18 tháng 12 năm 2011 tại Praha, hưởng thọ 75 tuổi.

## Tác phẩm
- Quyền lực của không quyền lực viết năm 1978.